# L'isola dell'arcobaleno
L'isola dell'arcobaleno (Rainbow Island) è un film del 1944 diretto da Ralph Murphy.

## Produzione
Il film fu prodotto dalla Paramount Pictures e venne girato negli studi della casa di produzione al 5555 Melrose Avenue, a Hollywood.

## Distribuzione
Distribuito dalla Paramount Pictures, uscì nelle sale cinematografiche USA il 5 settembre 1944.